# 小叶雀舌木
小叶雀舌木（学名：Leptopus nanus）为叶下珠科雀舌木属下的一个种。其种加词“nanus”意为“矮小的”。
现接受名为雀儿舌头（Leptopus chinensis (Bunge) Pojark., 1960）。